# Böston
Böston (Tadzjieks: Бӯстон; Russisch: Бустон, 'Boeston') is een plaats (dzjamoat) in de Tadzjiekse provincie Soeghd. Het is de hoofdplaats van het district Masttsjoh en had 15.500 inwoners in 2020.
Böston ligt zo'n vijf kilometer ten oosten van Tsjanoq, de grensovergang met Oezbekistan, en aan de weg van Doesjanbe naar Tasjkent.